# Judith Sargentová Murrayová
Judith Sargentová Stevensová Murrayová (1. května 1751 – 9. června 1820) byla americká spisovatelka, esejistka, dramatička a básnířka, která patřila mezi první významné zastánkyně ženských práv v USA. Proslula zejména svým přesvědčením, že ženy mají stejné intelektuální schopnosti jako muži a měly by mít právo na finanční nezávislost a vzdělání.
Mezi její nejznámější díla patří esej O rovnosti pohlaví (On the Equality of the Sexes), která ovlivnila feministické myšlení konce 18. a počátku 19. století. Tento text byl odrazovým můstkem pro pozdější feministické autorky a otevřel důležitou diskusi o rovnoprávnosti žen v intelektuální, ekonomické a společenské sféře. 

## Život a kariéra

### Život a manželství
Judith Sargentová Murrayová se narodila 1. května 1751 v Gloucesteru (Massachusetts) jako nejstarší z osmi dětí zámožné kupecké rodiny. Pouze tři z jejích sourozenců se ale dožili dospělosti. Protože formální vzdělání bylo ženám té doby zpravidla nedostupné, čerpala Judith znalosti z historie, filozofie, geografie a literatury především z rodinné knihovny. Již v devíti letech začala psát poezii, kterou její otec s hrdostí předčítal rodině.
V roce 1769 se provdala za Johna Stevensa, lodního kapitána, a společně adoptovali jeho osiřelou neteř. Během Americké revoluce však lodní průmysl v Gloucesteru upadal, což Stevensovy přivedlo do finanční tísně. John Stevens nakonec uprchl do Západní Indie, kde roku 1786 zemřel.
O dva roky později (1788) si Judith Sargentová vzala Johna Murraye, unitářského/univerzalistického kazatele, kterého poznala již o pár let dříve.  Její rodina mu také věnovala pozemek ke stavbě prvního amerického unitářského/univerzalistického shromažďovacího domu v roce 1780. Během cestování se svým manželem se setkala s řadou významných osobností, včetně George a Marthy Washingtonových, Benjamina Franklina a Catherine Littlefieldové Greeneové. 
Ve věku třiceti osmi let porodila syna, který však brzy po narození zemřel. O dva roky později (1791) ve čtyřiceti letech porodila dceru Juliu Marii.
V roce 1802 pomohla své sestřenici Judith Saundersové a Clementine Beachové otevřít první ženskou akademii v Dorchestru (jižně od Bostonu). V roce 1809 utrpěl její manžel John Murray mrtvici, což zhoršilo jejich finanční situaci. Po jeho smrti (1815) Judith sestavila a vydala jeho autobiografii. Poté se přestěhovala do města Natchez v Mississippi, kde žila u své provdané dcery. Zde 9. června 1820 ve věku šedesáti devíti let zemřela.

### Kariérní úspěchy
Judith Sargentová Murrayová se prosadila jako významná autorka s širokým tvůrčím záběrem. Během své kariéry napsala více než sto esejí, včetně své nejslavnější a průlomové práce O rovnosti pohlaví (On the Equality of the Sexes, 1790). Dále publikovala řadu knih, básní a dvě komediální hry, a to v druhé polovině 18. století a na počátku 19. století. 
Ve svém prvním díle z roku 1784 spojovala Murrayová politickou nezávislost Spojených států amerických s možností ženské emancipace. Argumentovala, že nový národ by mohl vytvořit podmínky pro ekonomickou nezávislost žen. Zároveň v něm kritizovala omezené možnosti mladých žen v USA vyhnout se společenskému tlaku uzavřít manželství.  
O osm let později, již jako vdova, se znovu vdala a v letech 1791-1794 publikovala sérii esejí v Massachusetts Magazine. Své eseje psala pod pseudonymem Sběratel ("The Gleaner"). V roce 1798 tyto eseje vydala jako soubornou kolekci pod stejným názvem jako byl její pseudonym: Sběratel (The Gleaner).  
V těchto textech kritizovala otce, kteří svým synům neposkytli podporu při osvojování důležitých a užitečných dovedností. Murrayová také vyjádřila nesouhlas s rodiči, kteří vedli své dcery k manželství a ekonomické závislosti na manželovi. Její sbírka si získala pozornost mnoha známých a prominentních osob, včetně George Washingtona, Johna Adamse, Henryho Knoxe a Mercy Otis Warrenové. 
Murrayová pevně věřila v nutnost zlepšení ženského vzdělání. Její eseje sehrály klíčovou roli v porevoluční hnutí Republikánské mateřství (Republican Motherhood), které vedla Abigail Adamsová a další revolucionářky. Toto hnutí usilovalo o výchovu inteligentních a ctnostných občanů, potřebných pro úspěch nového národa.

### Univerzalismus
Judith Sargentová Murrayová, vedena svým otcem, patřila mezi první obyvatel Gloucesteru, kteří přijali univerzalismus jako svou víru.